# Babaeski
Babaeski – miasto w Turcji, w prowincji Kırklareli. W 2017 roku liczyło 29 364 mieszkańców.